# 313 (numero)
Trecentotredici (313) è il numero naturale dopo il 312 e prima del 314.

## Proprietà matematiche
- È un numero dispari.
- È un numero difettivo.
- È il 65º numero primo, dopo il 311 e prima del 317, inoltre è un numero primo palindromo proprietà che mantiene anche in base binaria. È altresì un palindromo nel sistema di numerazione posizionale a base 13 (1B1).
  - È un numero primo troncabile sia a destra che a sinistra nel sistema numerico decimale.
- È un numero felice.
- Il 311 ed il 313 sono numeri primi gemelli.
- Il suo corrispettivo binario (100111001) letto in base dieci è anch'esso un numero primo.
- È pari alla somma dei quadrati di 2 numeri consecutivi : 313 = 122 + 132.
- È parte delle terne pitagoriche (25, 312, 313), (313, 48984, 48985).
- È un numero quadrato centrato.
- È un numero congruente.

## Astronomia
- 313P/Gibbs è una cometa periodica del sistema solare.
- 313 Chaldaea è un asteroide della fascia principale del sistema solare.

## Astronautica
- Cosmos 313 è un satellite artificiale russo.

## Nella cultura di massa
- 313 è l'automobile di Paperino.